# Дуе Косани (Варезе)
Дуе Косани је насеље у Италији у округу Варезе, региону Ломбардија.
Према процени из 2011. у насељу је живело 212 становника. Насеље се налази на надморској висини од 545 м.